# Virtual Console
O Virtual Console (バーチャルコンソール, Bācharu Konsōru), conhecido como Consola Virtual em Portugal, é um serviço de venda de jogos eletrônicos digitais para os consoles Wii, Wii U e Nintendo 3DS.
O serviço oferece compra de jogos de consoles domésticos e portáteis antigos. Esses títulos são executados em suas formas originais através da emulação de software (exceto os títulos GBA no 3DS). Os títulos são originário dos consoles NES, SNES, Nintendo 64, Mega Drive (Sega Genesis nos EUA), Master System, TurboGrafx-16, Neo-Geo, Gamegear, Gameboy, Gameboy Color, Gameboy Advance, Nintendo DS, além dos jogos para os computadores Commodore 64 (na Europa) e MSX (no Japão).
Os jogos do Virtual Console foram baixados mais de 10 milhões de vezes em dezembro de 2007, ainda no começo do tempo de vida do Nintendo Wii. O Virtual Console é uma das tentativas da Nintendo de prevenir a pirataria de software.

## Armazenamento e controles
Os jogos baixados no Virtual Console são armazenados na memória flash 512 MB do Wii ou em um cartão de memória SD. Os jogos podem ser deletados caso o limite de memória esteja ultrapassado (pode-se fazer o download novamente sem custo). Todos os jogos vêm em formatos e regiões diferentes para cada país, e a quantidade de jogos varia de país.
Todos os jogos podem ser jogados com o controle clássico do Wii, e alguns jogos, com o Wii Remote ou o controle de GameCube.
Veja abaixo a lista de compatibilidade:
|                         | Wii Remote | Classic Controller (Original e Pro) | Controle do GameCube |
| ----------------------- | ---------- | ----------------------------------- | -------------------- |
| NES/Family Computer     | Sim        | Sim                                 | Sim                  |
| Super NES/Super Famicom | Não        | Sim                                 | Sim                  |
| Nintendo 64             | Não        | Sim                                 | Sim                  |
| Sega Master System      | Sim        | Sim                                 | Sim                  |
| Mega Drive/Genesis      | Alguns     | Sim                                 | Sim                  |
| TurboGrafx-16/PC Engine | Sim        | Sim                                 | Alguns               |
| Neo Geo                 | Alguns     | Sim                                 | Sim                  |
| Commodore 64            | Sim        | Sim                                 | Sim                  |
| MSX                     | Sim        | Sim                                 | Sim                  |
| Virtual Console Arcade  | Sim        | Sim                                 | Sim                  |

OBS: No caso da compatibilidade de jogos do Mega Drive/Genesis e Neo-Geo usando o Wii Remote, o jogo só pode ser utilizado se usar menos de dois botões. E os jogos de MSX estão disponíveis somente no Virtual Console japonês.

## Preços
| País                                      | NES   | SNES   | N64    | Mega Drive/Genesis   | TurboGrafx 16 | Neo-Geo | MSX  |
| ----------------------------------------- | ----- | ------ | ------ | -------------------- | ------------- | ------- | ---- |
| Wii Points                                | 500+  | 800+   | 1 000+ | 800+ (600+ no Japão) | 600+          | 900+    | 900+ |
| Austrália                                 | $7,50 | $12    | $15    | $12                  | -             | -       | -    |
| Canadá                                    | $6,25 | $10    | $12,50 | $10                  | $7,50         | -       | -    |
| Europa                                    | €5    | €8     | €10    | €5                   | €6            | €9      | -    |
| Japão                                     | ¥500  | ¥800   | ¥1000  | ¥600                 | ¥600          | -       | ¥900 |
| Nova Zelândia                             | $9    | $14,40 | $18    | $14,40               | -             | -       | -    |
| Reino Unido (comprados online)            | £3,50 | £5,60  | £7,00  | £5,60                | £4,20         | -       | -    |
| Reino Unido (comprados com o points card) | £3,75 | £6,00  | £7,50  | £6,00                | £4,50         | -       | -    |
| Estados Unidos                            | $5    | $8     | $10    | $8                   | $6            | $9      | -    |

## Críticas
Muitos jogadores norte americanos realizaram protestos sobre a grande diferença da biblioteca de jogos da versão norte americana e japonesa, eles alegam que a biblioteca de jogos do Japão possui um número muito maior que a da versão norte americana, e ainda que a qualidade é superior.
Existiram criticas também sobre os preços, pois alegam que os preços são muito caros para jogos que são virtuais e não possuem taxas de distribuição e manufatura, o que deveria deixar os preços mais acessíveis.

## Diferenças dos jogos originais
A Nintendo informou que os lançamentos no Virtual Console são fiéis à suas versões originais, eliminando a possibilidade de melhoramentos gráficos, controles customizáveis, ou modos multiplayer Não obstante, por razões multifatoriais, a jogabilidade nunca é idêntica se comparada com o jogo original.
Por exemplo, alguns jogos do Nintendo 64 oferecem conteúdos opcionais que requisitam periféricos externos, como por exemplo o Rumble Pak para forçar feedback (Isto é, vibração no controle) ou o próprio Controller Pak. Como estes acessórios não são rodados nativamente pelo console, e nem todos são simulados ou emulados através do Virtual Console, a maioria dos jogos rodam com essas funcionalidades ausentes. Em especial, no Mario Kart 64, é impossível salvar a "Ghost Data" já que o Controller Pak não está disponível, enquanto que os jogos Wave Race 64 e Cruis'n USA também possuem suas funções de save desabilitadas. Igualmente, nos jogos Mario Golf e Mario Tennis, é impossível usar um Transfer Pak para obter dados de um Game Boy Color rodando o mesmo jogo.
Alguns críticos notaram que a jogabilidade é diferente devido os novos controles. Se pode citar, como exemplo, o Super Mario World, onde é muito mais complicado jogar com o controle do GameCube, enquanto que o
Classic Controller possui um layout mais similar ao controle original do Super Nintendo.
Na maioria dos jogos de Nintendo 64, o botão Z foi alterado para o L, Z e L ou Z e R. O mesmo ocorre com os C-Buttons, que agora utilizam o segundo analógico dos controles (Que no caso do GameCube, é chamado de C-Stick). Uma certa gama de críticos consideram essa alteração muito desconfortável.
Três dos jogos do Famicom - Excitebike, Mach Rider e Wrecking Crew - possuem a possibilidade de salvar os níveis feitos pelo jogador no Famicom Data Recoder. Como o periférico foi lançado apenas no Japão para o Famicom (versão japonesa do Nintendo Entertainment System), as versões destes jogos feitas para o NES não possuem quaisquer suporte para a funcionalidade de save. Todavia, todos estes jogos tem essas funcionalidades implementadas em suas versões para o Virtual Console, permitindo que os jogadores salvem seus dados na memória do Wii. Adicionalmente, o jogo de Nintendo 64, Pokémon Snap, permite o uso de um Controller Pak emulado para a transferência das fotos do jogo para o Wii Message Board. Em contraste, a versão do The Legend of Zelda: Link's Awakening DX para Virtual Console no Nintendo 3DS, não permite tirar fotos obtidas pelo jogo, já que era necessário o acessório Game Boy Printer.
Apesar dos jogos funcionarem da mesma maneira que suas versões originais, alguns jogos tiveram que ser levemente alterados, tendo alterações referentes a licenciamento e direitos autorais. Por exemplo, Tecmo Bowl (NES) inicialmente continha nomes de jogadores de futebol que existem, sob licença da National Football League Players Association, mas desde o lançamento do jogo, a Electronic Arts obteve direitos exclusivos para a licença. Em virtude disto, na versão do jogo para o Virtual Console, os nomes dos jogadores foram removidos, mostrando apenas o o número dos jogadores. Uma situação semelhante ocorreu com o jogo Wave Race 64, na qual a licença da Nintendo com a Kawasaki havia expirado, fazendo com que todos os banners fossem alterados por banners do Nintendo Wii e Nintendo DS.
Em uma certa quantidade de jogos, houve mudanças gráficas: Em F-Zero (versão de Super Nintendo) foi removido o escurecimento presente quando o jogador passa por cima das bordas da pista. Nos jogos para Nintendo 64, polígonos são rendernizados em uma maior resolução (não obstante, os objetos em 2D e os textos continuam pixelados, isto é, com um aspecto embaçado).
A versão Virtual Console para Wii e Wii U do jogo The Legend of Zelda (NES), utiliza uma versão atualizada da compilação The Legend of Zelda: Collector's Edition, na qual foi lançada com exclusividade para o Nintendo GameCube. Enquanto tal versão possui a mesma jogabilidade do jogo original de 1986, este lançamento inclui a tela de save da versão japonesa, como também uma atualização da tradução da tela de introdução. Dentre outras mudanças, muitas outras foram feitas, pois a Nintendo pensou em ser mais cautelosa devido a grande cintilação de cores presentes na tela (talvez devido o incidente do Dennō Senshi Porygon, que ocorreu em 1997). Como exemplo, no Zelda II: The Adventure of Link para Virtual Console, quando o jogador perde uma vida, a tela se torna estática na cor vermelha, enquanto que na versão original, há um rápido flash na tela.